# Kínai hikoridió
A kínai hikoridió (Carya cathayensis) a bükkfavirágúak (Fagales) rendjébe sorolt diófafélék (Juglandaceae) családjában a hikoridió (Carya) nemzetségben a kínai hikorik (Sinocarya fajcsoport) egyik faja. Kínai neve angol átiratban shan he tao, ami hegyi diót jelent. Ennek felel meg angol neve is (mountain walnut). A kínaiak sokszor egyszerűen csak he tao-nak, azaz diónak, esetleg xiao he tao-nak, vagyis kis diónak mondják. Az egyes nyelvjárásokban számos további neve van.

## Származása, elterjedése
Kína délkeleti részén, a Hangcsoutól nyugatra eső hegyekben endemikus. Elszigetelt helyzete miatt a tudományos közvélemény csak 20. században ismerte meg. Ma már Hunan és Jünnan tartományokban is termesztik.

## Megjelenése, felépítése
20 m magasra növő fa. A kérge fehér és sima.
Csúcsrügye rozsdabarna. Levélrügyei narancsszínűek, rügypikkely nélküliek.
Szárnyasan összetett levele 5-7 levélkéből áll; a narancsszínű levélnyéllel együtt 20–30 cm hosszú. A  mintegy 20 cm-es levélkék finoman fogazottak; a levélnyélen egymáshoz közel ülnek. A csúcson növő levélke kisebb a két szomszédos oldalsónál. A levélkék az alapjuknál keskenyek, fokozatosan szélesednek 7–8 cm-esre, majd kicsúcsosodnak.
A levelek fonáka narancsos árnyalatú.
Dióját 2–4 mm vastag, narancsszínű burok veszi körül; ez négy varrat mentén lebenyekre válik szét. 2–3 cm hosszú, 1,5–2,3 cm széles diója általában kör–ellipszis keresztmetszetű, kerekded alappal és hegyes csúccsal. Héja 1–2 mm vastag.

## Életmódja, termőhelye
Erdei fa, amely főleg vízfolyások mentén tenyészik a hegyoldalakon, legfeljebb 1500 m magasságig. 
Későn, április–június között virágzik. Diótermése augusztusban–szeptemberben érik.

## Felhasználása
Diója ehető; főleg pirítva fogyasztják. Édességeket is készítenek vele. Olaját étolajnak és a festékekhez használják fel.
Kínában mintegy 16 000 ha-on termesztik, és erről évente kb. 5000 t diót szüretelnek. Sok diót gyűjtenek be a vadon termő fákról is.
Fájából kéziszerszámokat készítenek. 